# 稲葉町 (津市)
稲葉町（いなばちょう）は、三重県津市の町丁。本項ではかつて同区域に存在した一志郡稲葉村（いなばむら）についても記す。

## 地理
津市の中部、長野川の沿岸にあたる。町名に冠称は付かないが、2006年まで久居市に属した。北で美里町三郷・美里町五百野、東で片田久保町・森町、南で久居一色町・久居緑が丘町、西で榊原町に接する。南東から北西へ三重県道659号上稲葉羽野線が通過する。3つのゴルフ場が町域の半分ほどを占める。

### 河川
- 長野川

## 歴史
- 幕末時点では一志郡多野田村・蝿田村であった。「旧高旧領取調帳」の記載によると久居藩領。
- 明治4年7月14日（1871年8月29日） - 廃藩置県により久居県の管轄となる。
- 明治4年11月22日（1872年1月2日） - 第1次府県統合により安濃津県の管轄となる。
- 明治5年3月17日（1872年4月24日） - 安濃津県が改称して三重県となる。
- 明治7年（1874年） - 多野田村・蝿田村が合併して稲葉村となる。
- 1889年（明治22年）4月1日 - 町村制の施行により、稲葉村が単独で自治体を形成。
- 1955年（昭和30年）3月1日 - 稲葉村が久居町・桃園村・戸木村・七栗村・榊原村と合併し、改めて久居町が発足。
- 1970年（昭和45年）8月1日 - 久居町が市制施行して久居市となる。
- 2006年（平成18年）1月1日 - 久居市が津市・安芸郡河芸町・芸濃町・美里村・安濃町・一志郡香良洲町・一志町・白山町・美杉村と合併し、改めて津市が発足、同市稲葉町となる。

## 世帯数と人口
2019年（令和元年）6月30日現在の世帯数と人口は以下の通りである。
| 町丁   | 世帯数  | 人口    |
| ------ | ------- | ------- |
| 稲葉町 | 732世帯 | 1,626人 |

### 人口の変遷
国勢調査による人口の推移
| 2010年（平成22年） | 1,607人 | [ 5 ] |  |
| 2015年（平成27年） | 1,680人 | [ 6 ] |  |

### 世帯数の変遷
国勢調査による世帯数の推移
| 2010年（平成22年） | 514世帯 | [ 5 ] |  |
| 2015年（平成27年） | 582世帯 | [ 6 ] |  |

## 学区
市立小・中学校に通う場合、学区は以下の通りとなる。
| 番・番地等 | 小学校           | 中学校             |
| ---------- | ---------------- | ------------------ |
| 全域       | 津市立栗葉小学校 | 津市立久居西中学校 |

## 交通

### バス
三重交通
- 榊原線
  - 16系統：津駅前 - 三重会館 - 阿漕駅口 - 青谷 - 久居駅 - 戸木口 - 上垣内 - 上稲葉 - 榊原車庫前

津市コミュニティバス
- 稲葉ルート
  - 久居総合支所 - 三重中央医療センター - 戸木口 - もくもくハウス - 稲葉ふれあい会館 - 榊原出張所
- ふれあい会館ルート
  - 久居総合支所 - 三重中央医療センター - 戸木口 - 栗葉出張所 - 稲葉ふれあい会館

### 道路
- 三重県道28号亀山白山線
- 三重県道659号上稲葉羽野線

## 施設
- 三重県立稲葉特別支援学校
- 三重県いなば園
- 稲葉神社
- 承応寺
- 光現寺
- 涅槃寺
- 西光寺
- 富士OGMエクセレントクラブ 伊勢大鷲コース
- 青山高原カントリークラブ
- 榊原温泉ゴルフクラブ

## その他

### 日本郵便
- 郵便番号 : 514-1252[3]（集配局：津中央郵便局[8]）。